# جون جي. يونغ
جون جي. يونغ (بالإنجليزية: John G. Young)‏ هو مخرج أمريكي، ولد في 2 أبريل 1963.

## وصلات خارجية
- جون جي. يونغ على موقع IMDb (الإنجليزية)
- جون جي. يونغ على موقع ألو سيني (الفرنسية)
- جون جي. يونغ على موقع أول موفي (الإنجليزية)
- جون جي. يونغ على موقع قاعدة بيانات الفيلم (الإنجليزية)
- جون جي. يونغ على موقع كينوبويسك (الروسية)